# الدولة السلارية
السلسلة السلارية ويقال لهم آل مسافر ، وهم من الديالمة المتفرعة من اللنكرية، ولذلك يقال لهم اللنكرية ، من أصول عربية  ، أسسها سالار مرزبان بن محمد بن مسافر بن كثير الشاري الغامدي وعاصمتها طارم 
قال ابن حوقل 367هـ «فلمّا صارت هذه المملكة إلى المرزبان بن محمّد ابن مسافر المعروف بالسلّار جعل لها دواوين وقوانين ولوازم يخاطب على مرافقها وتوابعها وبقاياها، ومن أكبر من أدركت من ملوكها شروان شاه محمّد بن أحمد الازدي»

## الحكام
أبرز من حكم منهم خمسة كان أولهم : مرزبان بن محمد بن مسافر الذي حارب الروس سنة 333هـ، وكان أخرهم أبو الهيجاء نوه أي ( سالار ) 

## سبب التسمية
تدعى الدولة السلارية لان المرزبان بن محمد بن مسافر بن كثير الشاري كان يدعى سالار فنسبت اليه 
وسالار كلمة فارسية تطلق على الذكور، وتعني القائد أو الوالي أو أمير الجيش والشخص ذو المقام الرفيع .
و سبب دخولهم فالديلم هو محالفة إبراهيم بن المرزبان لبني بويه الديالم وطلبهم النجدة على عمه وهشودان بن محمد.

## التاريخ وبعض الأحداث
انقطعت أخبار الدولة السلارية من سنة 355هـ - 420هـ ولم يعلم عنها في هذه المدة شئ، اما في سنة 420 هـ كان إبراهيم بن المرزبان بن اسمعيل ابن وهشدان بن محمد بن مسافر متوليا على شهر خان وزنجان وابهر وشهر زور وغيرها وهي ما استولى عليها بعد وفاة فخر الدولة بن بويه .
ولما ملّك محمود بن سبكتكين الري بعث أحد قادته إلى إبراهيم بن المرزبان فقصد بلاده ولكنه لم يفعل سوى استمالة الديلم له وعاد محمود إلى خرسان، فسار السلار إبراهيم إلى قزوين فملكها وقتل من بها من عساكر محمود 
شهدت علاقة آل مسافر العديد من الأضطرابات ما بين حرب ووٍد بينهم وبين بني بويه ( البويهيين ) واميرهم ركن الدولة، فقد كانت طموحات آل مسافر ليس تأسيس أمارة لهم وحسب بل تعداه إلى استحواذهم على أملاك البويهيين 